# Matyáš Melovský
Matyáš Melovský(* 25. května 2004, Uničov) je český hokejový útočník působící v klubu Baie-Comeau Drakkar v QMJHL. V roce 2024 reprezentoval Česko na mistrovství světa juniorů v ledním hokeji. S týmem získal bronzovou medaili a byl jmenován nejlepším nahrávačem turnaje.

## Hráčská kariéra
Melovský debutoval v české extralize v týmu HC Vítkovice Ridera v sezóně 2021/22, kde nastoupil do jednoho zápasů. V sezóně 2022/23 za klub Baie-Comeau Drakkar zaznamenal v 59 zápasech 6 gólů a 52 asistencí. V sezóně 2022/23 za téže klub zaznamenal ve 53 zápasech 18 gólů a 42 asistencí.

## Ocenění a úspěchy
Mistrovství světa juniorů v ledním hokeji 2024
| Cena              | Rok  |
| ----------------- | ---- |
| Nejlepší nahrávač | 2024 |

## Reprezentační kariéra
Melovský reprezentoval v roce 2024 Česko na Mistrovství světa juniorů v ledním hokeji, kde v sedmi zápasech zaznamenal jeden gól a deset asistencí . S týmem získal bronzové medaile po neuvěřítelném obratu z 2:5 na 8:5.

## Statistiky

### Reprezentace
| Rok                       | Tým                       | Soutěž                    | Z  | G | A  | B  | TM |
| ------------------------- | ------------------------- | ------------------------- | -- | - | -- | -- | -- |
| 2022                      | Česko 18                  | MS-18                     | 6  | 0 | 1  | 1  | 0  |
| 2024                      | Česko 20                  | MS-20                     | 7  | 1 | 10 | 11 | 4  |
| Juniorská kariéra celkově | Juniorská kariéra celkově | Juniorská kariéra celkově | 13 | 1 | 11 | 12 | 4  |